# Carmen (Agusan del Norte)
Pour les articles homonymes, voir Carmen.
Carmen est une municipalité de la province d'Agusan del Norte, aux Philippines.